# 愛の証明
「愛の証明」（あいのしょうめい）は、1980年2月16日に発売された野口五郎の33枚目のシングルである。

## 概要
シングル曲としては初めて、なかにし礼がA・B面ともに作詞を手掛けている。

## 収録曲
- 全曲作詞：なかにし礼／作曲：佐藤寛／編曲：井上鑑

1. 愛の証明
2. パリ北駅